# Oreonana
Oreonana là chi thực vật có hoa trong họ Apiaceae.